# Тайный совет
Тайный совет — орган, консультирующий главу государства, особенно в монархии.

## В Королевствах Содружества
Это важная часть Вестминстерской системы, изначально представлявшая собой Достопочтенный Тайный совет Его Величества в Великобритании. Несколько других «Тайных советов» тоже консультировали Суверена. Англия и Шотландия раньше имели раздельные Тайные советы, но по Акту об объединении 1707 года были замещены одним органом.
Ирландия продолжала иметь отдельный Тайный совет даже после Акта об объединении 1800 года. Ирландский Тайный совет был отменён в 1922 году, когда Ирландское Свободное государство отделилось от Великобритании; после него остался Тайный совет Сев. Ирландии, ставший „спящим“ после приостановки работы Парламента Северной Ирландии в 1972 году.
В Канаде с 1867 года есть свой Тайный совет — Тайный совет Короля для Канады. (Заметим, что это Канадский Тайный совет «для Канады», он не для «Великобритании».) Эквивалентный государственный орган в большинстве других королевств Содружества и в некоторых республиках Содружества называется Исполнительным советом. У Ямайки тоже есть Тайный совет, члены которого консультируют генерал-губернатора по вопросам привилегии амнистии.
Британский Тайный совет — также высший судебный орган, эквивалент Верховного суда для многих стран Содружества, которые формально были частью Британской империи (например Ямайка, Белиз) и для прочих британских заморских владений (например Бермуды, Фолклендские острова). Решения Тайного совета не обязательны для судов Англии и Уэльса, но поскольку судьи там те же, что и в палате лордов, то решения являются глубоко убедительными.

## В других странах
В Дании и Швеции тоже есть Тайные советы, см. Тайный совет Дании и Тайный совет Швеции.
Тайный совет при короле существует в Королевстве Тонга и Королевстве Таиланд.